# 田中藩
田中藩（たなかはん）は、駿河国益津郡の田中城（現在の静岡県藤枝市）に藩庁を置いた譜代大名の藩。歴代藩主は酒井家、堀田家、松平家、柳沢家など。
江戸時代初期に酒井忠利が入り、城下町・藤枝宿の整備を行ったが、以後藩主はめまぐるしく変わった。享保15年（1730年）に本多家が4万石で入り、明治維新まで7代約130年続いた。本多家時代には水戸藩の弘道館とともに武道の二関と呼ばれた藩校・日知館を有した。なお、田中藩の歴代藩主のほとんどは幕閣入りを果たしており、田中藩主になることは幕政参加への登竜門のひとつであったといえる。

## 藩史

### 江戸時代初期
駿河田中は駿府城主で豊臣家重臣の中村一忠が支配していたが、慶長5年（1600年）の関ヶ原の戦いで東軍に与して武功を挙げた一忠が伯耆米子藩に移封され、慶長6年（1601年）3月3日に徳川家譜代の家臣・酒井忠利が1万石で入ることで田中藩が立藩した。忠利は田中城の改築や藤枝宿の城下町取り込みなどを行って田中藩の藩政確立に尽力したが、慶長14年（1609年）9月23日、武蔵川越藩に移封された。
その後、田中は駿府藩主となった徳川頼宣と、その実父で大御所である徳川家康によって支配下に置かれることとなった。

### 再立藩と藩主の交代
寛永10年（1633年）8月9日、上総佐貫藩より松平忠重が3万石で入った。しかし寛永12年（1635年）8月4日に遠江掛川藩に移封され、代わって下総山川藩より水野忠善が入った。しかし寛永19年（1642年）7月28日に三河吉田藩に移封された。
直後の9月12日、松平忠晴が2万5000石で新たに大名として取り立てられて、田中藩主となった。しかし寛永21年（1644年）3月18日には遠江掛川藩に移封され、下総関宿藩より北条氏重が入るが、正保5年（1648年）閏1月21日に遠江掛川藩に移封された。
慶安2年（1649年）2月11日、常陸土浦藩より西尾忠昭が入ったが、第2代藩主西尾忠成時代の延宝7年（1679年）9月6日に信濃小諸藩に移封となる。入れ替わる形で酒井忠能が入った。この忠能は第4代将軍徳川家綱の大老として権勢を振るった酒井忠清の弟であるが、第5代将軍徳川綱吉の粛清を受けて兄が失脚すると、忠能も綱吉の怒りに触れて天和元年（1681年）12月10日に改易された。
天和2年（1682年）2月12日、常陸土浦藩より土屋政直が入るが、貞享元年（1684年）7月10日に大坂城代として摂津方面に転出した。入れ替わる形で7月19日に太田資直が入り、第2代藩主太田資晴時代の宝永2年（1705年）4月22日に陸奥棚倉藩に移封となる。またそれと入れ替わる形で内藤弌信が入るが、弌信は正徳2年（1712年）5月15日に大坂城代として転出した。またもやこれと入れ替わる形で土岐頼殷が入るが、第2代藩主土岐頼稔時代の享保15年（1730年）7月11日に大坂城代として転出した。
田中藩は本多家に至るまでは短期間で移封される場合が相次いだ。このため、酒井忠利を除く藩主の治績はほとんどないといってよい。

### 本多家の治世
土岐家転出直後の享保15年（1730年）7月28日、上野沼田藩から本多正矩が4万石で入ることで、ようやく藩主家の定着を見た。
本多氏時代の田中藩では天災などが相次ぎ、さらに歴代藩主の相次ぐ幕閣入りで出費も激しく、藩財政は早くから苦しめられた。このため、第6代藩主本多正寛は藩政改革に着手したが効果は無かった。
明治元年（1868年）9月、第7代藩主本多正訥は、徳川家達が駿府藩70万石の藩主として駿河・遠江・三河などを支配することになったことから、安房長尾藩に移封され、田中藩は廃藩となった。

## 歴代藩主
- 酒井家（雅楽頭家）
  - 譜代 1万石

  1. 忠利
- 松平家（桜井家）
  - 譜代 2万5千石

  1. 忠重
- 水野家
  - 譜代 4万5千石

  1. 忠善
- 松平家（藤井家）
  - 譜代 2万5千石

  1. 忠晴
- 北条家
  - 外様 2万5千石

  1. 氏重
- 西尾家
  - 譜代 2万5千石

  1. 忠昭
  2. 忠成
- 酒井家（雅楽頭家）
  - 譜代 4万石

  1. 忠能
- 土屋家
  - 譜代 4万5千石

  1. 政直
- 太田家
  - 譜代 5万石

  1. 資直
  2. 資晴
- 内藤家
  - 譜代 5万石

  1. 弌信
- 土岐家
  - 譜代 3万5千石

  1. 頼殷
  2. 頼稔
- 本多家（正重系）
  - 譜代 4万石

  1. 正矩
  2. 正珍
  3. 正供
  4. 正温
  5. 正意
  6. 正寛
  7. 正訥

## 幕末の領地
- 駿河国
  - 志太郡のうち - 57村

上当間村 (672石9斗6升1合9勺7才5撮)・鬼島村 (133石2斗4升8合0勺0才1撮)・水守村 (399石0斗4升9合9勺8才8撮)・市部村 (430石3斗2升5合0勺1才2撮)・五十海村 (337石3斗6升7合0勺0才4撮)・若王子村 (216石8斗2升2合9勺9才8撮)・鬼岩寺村 (291石7斗9升5合0勺1才3撮)・稲川村 (507石2斗0升1合9勺9才6撮)・築地上村 (395石5斗4升1合9勺9才2撮)・築地下村 (520石4斗0升3合0勺1才5撮)・保福島村 (398石2斗8升1合0勺0才6撮)・小土村 (1057石8斗2升9合9勺5才6撮)・小屋敷村 (295石6斗0升5合9勺8才8撮)・柳新屋村 (601石9斗4升0合0勺0才2撮)・五ヶ堀ノ内村 (652石0斗2升3合9勺8才7撮)・道原村 (433石0斗4升4合0勺0才6撮)・石津村 (912石0斗4升4合0勺0才6撮)・田尻北村 (401石4斗3升4合9勺9才8撮)・北新田村 (179石2斗3升5合0勺0才1撮)・下小田村[北小田村] (495石6斗6升5合0勺0才9撮)・田尻村 (1007石2斗3升7合9勺7才6撮)・惣右衛門村 (279石2斗5升2合0勺1才4撮)・大島新田 (323石5斗1升4合0勺0才8撮)・三郎兵衛新田 (64石8斗6升6合9勺9才7撮)・次兵衛長次右衛門受所 (656石6斗7升6合0勺2才5撮)・中根新田 (401石4斗9升3合9勺8才8撮)・中根村 (251石2斗8升5合9勺9才5撮)・大住村 (419石0斗7升8合0勺0才3撮)・大住村ノ内・三右衛門新田 (204石6斗4升9合0勺0才2撮)・小柳津村 (423石5斗2升9合9勺9才9撮)・柳上村 (486石8斗9升3合0勺0才5撮)・与左衛門新田 (135石6斗0升0合0勺0才6撮)・中新田村 (1033石9斗8升3合0勺3才2撮)・兵太夫新田 (718石6斗7升2斗9勺7才4撮)・土瑞村 (383石8斗8升9合0勺0才8撮)・弥左衛門新田 (520石2斗3升9合9勺9才0撮)・忠兵衛新田 (183石8斗2升6合0勺0才4撮)・志太村 (323石9斗2升5合9勺9才5撮)・南新屋村 (267石3斗2升6合9勺9才6撮)・水上村 (329石1斗4升7合0勺0才3撮)・瀬戸新屋村 (108石3斗9升0合9勺9才9撮)・上青島村 (566石3斗3升3合0勺0才8撮)・久兵衛市右衛門受新田 (141石7斗2升0合0勺0才1撮)・五平村 (211石5斗7升6合0勺0才4撮)・細島村 (574石3斗5升9合0勺0才9撮)・借宿村 (795石6斗8升4合0勺2才1撮)・潮村 (252石2斗8升1合9勺9才8撮)・八幡村 (295石2斗3升5合9勺9才2撮)・下藪田村 (379石4斗5升7合0勺0才1撮)・中藪田村 (142石8斗2升6合0勺0才4撮)・上藪田村 (572石4斗1升9合0勺0才6撮)・時ヶ谷村 (535石8斗6升7合0勺0才4撮)・瀬戸谷村 (378石7斗0升9合9勺9才1撮)・滝沢村 (297石5斗2升8合0勺1才5撮)・原村 (280石6斗7升4合0勺1才1撮)・三ヶ名村 (741石0斗8升0合0勺1才7撮)・青木村 (364石6斗2升2合9勺8才6撮)		
- - 益津郡のうち - 20村

策牛村 (228石0斗4升4合0勺0才6撮)・石脇上村 (310石2斗7升0合9勺9才6撮)・成沢村 (84石5斗8升6合9勺9才8撮)・吉津村 (58石7斗3升1合6勺4才0撮)・野秋村 (94石8斗1升5合0勺0才2撮)・浜当目村 (556石6斗5升8合0勺2才0撮)・岡当目村 (299石1斗8升4合9勺9才8撮)・塩津村 (372石3斗6升0合9勺9才2撮)・大村新田 (421石0斗7升6合9勺9才6撮)・大村 (112石9斗5升0合9勺9才6撮)・大覚寺上村 (247石0斗6升7合9勺9才3撮)・大覚寺下村 (275石3斗4升7合9勺9才2撮)・八楠南村 (310石7斗6升9合0勺1才2撮)・八楠北村 (473石9斗7升5合0勺0才6撮)・越後島村 (691石1斗6升4合9勺7才8撮)・平島村 (777石2斗0升3合9勺7才9撮)・郡村 (786石2斗5升0合9勺7才7撮)・長楽寺村 (455石8斗8升1合0勺1才2撮)・益津下村 (263石5斗0升9合0勺0才3撮)・益津上村 (321石5斗4升8合0勺0才4撮)		
- - 駿東郡のうち - 6村

東沢田村 (258石7斗5升2合0勺1才4撮)・中沢田村 (595石8斗7升5合9勺7才7撮)・西沢田村 (592石1斗3升8合0勺0才0撮)・船津村 (307石6斗9升1合9勺8才6撮)・境村 (323石2斗0升8合0勺0才8撮)・東椎路村 (687石3斗7升7合0勺1才4撮)		
- 下総国
  - 葛飾郡のうち - 33村（うち31村を下総知県事、2村を武蔵知県事、のちの小菅県に編入）

芦橋 (198石0斗0升0合0勺0才0撮)・目吹 (723石1斗9升2合0勺1才7撮)・木野崎 (811石6斗4升5合0勺2才0撮)・三ツ堀 (534石1斗1升4合9勺9才0撮)・山高野 (97石0斗0升9合0勺0才3撮)・船戸 (227石2斗8升9合9勺9才3撮)・小青田 (73石6斗9升5合0勺0才0撮)・大青田 (655石2斗4升4合9勺9才5撮)・大室 (426石6斗0升6合9勺9才5撮)・正連寺 (36石9斗4升5合0勺0才0撮)・東深井 (286石2斗9升2合9勺9才9撮)・西深井 (718石3斗3升0合0勺1才7撮)・中曾根下谷新田 (635石7斗6升3合3勺0才6撮)・花野井 (372石9斗7升2合9勺9才2撮)・松ヶ崎 (277石0斗6升2合0勺1才2撮)・高田 (238石9斗6升2合0勺0才6撮)・篠篭田 (305石3斗4升2合0勺1才0撮)・増尾 (526石7斗0升3合9勺7才9撮)・加 (369石5斗4升0合0勺0才9撮)〔明治4年改増 (0石5斗4升5合0勺0才0撮)〕・藤心 (316石0斗3升6合0勺1才1撮)・逆井 (276石3斗6升4合9勺9才0撮)・佐津間 (153石3斗3升5合0勺0才7撮)・鰭ヶ崎 (624石7斗0升8合0勺0才8撮)・上総内 (113石6斗9升7合9勺9才8撮)・馬橋 (551石7斗1升9合9勺7才1撮)・粟野 (91石9斗2升9合0勺0才1撮)・千駄堀 (475石2斗0升0合0勺1才2撮)・八ツ崎 (425石6斗3升4合0勺0才3撮)・道野辺 (218石0斗5升9合0勺0才6撮)・中沢 (397石6斗5升3合9勺9才2撮)・竹ヶ花 (13石5斗9升5合1勺0才0撮)・根本 (92石1斗3升6合0勺0才2撮)・大野 (1156石5斗6升6合0勺4才0撮)	
- - 相馬郡のうち - 10村（下総知県事に編入）

下戸 (362石0斗6升3合9勺9才5撮)・青山 (235石9斗7升7合0勺0才5撮)・布施 (741石2斗3升7合9勺7才6撮)・大井 (506石4斗2升8合9勺8才6撮)・五条谷 (25石1斗2升2合9勺9才9撮)・若白毛 (160石1斗5升6合0勺0才6撮)・大島田 (155石1斗9升0合0勺0才2撮)・塚崎 (476石0斗9升2合0勺1才0撮)・高柳 (415石3斗7升6合0勺0才7撮)・藤ヶ谷 (408石0斗9升6合0勺0才8撮)		
下総国には約1万石の飛び地領があった。この飛び地領は、本多家の祖である本多正重が江戸時代初期に与えられた領地に由来する（舟戸藩参照）。幕末期には、下総領を管轄するため、流山郊外の加村台（現在の千葉県流山市加）に加村陣屋が置かれた。なおこの陣屋は、明治初年に葛飾県・印旛県の県庁として使用される（葛飾県印旛県庁跡参照）。